# 어나더 게이 무비
어나더 게이 무비(Another Gay Movie)는 2006년 공개된 미국의 게이 로맨틱 코미디 영화이다. 네 명의 게이 친구 앤디, 제러드, 니코, 그리프는 고등학교를 졸업하고 친구의 노동절 파티 전에 모두 "항문 처녀성"을 잃게 될 것이라고 맹세한다. 이 영화는 1999년 10대 코미디 아메리칸 파이의 내용을 따왔다. 속편인 어나더 게이 무비 2가 2008년에 개봉되었다.

## 줄거리
고등학교를 갓 졸업한 네 명의 게이 친구 앤디, 제러드, 그리프, 니코는 친구의 노동절 파티 전까지 '항문 순결'을 잃기로 맹세한다. 성에 집착하는 앤디는 드랙퀸 엄마의 과일과 채소로 자위를 즐기고, 잘생긴 운동선수 제러드는 내면이 불안하며, 꼼꼼한 모범생 그리프는 제러드를 짝사랑하고, 화려한 니코는 가장 외향적이다. 이들은 각자 다른 방식으로 첫 경험을 추구하며 좌충우돌한다. 니코는 온라인에서 만난 남자와 데이트하려다 레즈비언 운동선수 친구 '머플러'의 할아버지를 만나고, 머플러는 레즈비언임에도 불구하고 이들에게 연애 조언을 해준다. 제러드는 운동부 친구들을 찾고, 그리프는 남자 스트리퍼의 관심을 끌려다 실패한다. 결국 제러드와 그리프는 서로 사랑하는 마음을 확인하고, 앤디는 오랫동안 짝사랑한 수학 선생님에게 거절당한 후, 제러드가 만나려던 운동선수와 그리프가 만나려던 스트리퍼와 함께 3인조 관계를 맺는다.

## 배역
- 마이클 카보나로 - 앤디 윌슨 (Andy Wilson)
- 조나 블레크먼 - 니코 헌터 (Nico Hunter)
- 조너선 체이스 - 재러드 (Jarod)
- 미치 모리스 - 그리프 (Griff)
- 애슐리 앳킨슨 - 돈 머플러 (Muffler)
- 스콧 톰프슨 - 윌슨 (Mr. Wilson)
- 그레이엄 노턴 - 퍼코브 (Mr. Puckov)
- 스테퍼니 맥베이 - 보니 헌터 (Bonnie Hunter)
- 립싱카 - 윌슨 (Mrs. Wilson)
- 제임스 게즐래프 - 보 (Beau)
- 대릴 스티븐스 - 에인절 (Angel)
- 리처드 해치 - 본인

## 사운드트랙
1. Another Gay Sunshine Day – Nancy Sinatra
2. I Know What Boys Like – Amanda Lepore
3. Everything Makes Me Think About Sex – Barcelona
4. Clap (See the Stars) – The Myrmidons
5. Vamos a la Playa – United State of Electronica
6. Dirty Boy – IQU
7. Hot Stuff – The Specimen
8. Fuego – Naty Botero
9. All Over Your Face – Cazwell
10. Pleasure Boy – Seelenluft
11. This is Love – Self
12. Peterbilt Angel – Morel
13. Another Ray of Sunshine – Nancy Sinatra
14. Let the Music Play – Shannon
15. I Was Born This Way – Craig C. featuring Jimmy Somerville